# José Lacay
José Miguel Lacay Vásquez (* 19. März 1947 in Santo Domingo; † 14. November 2016 ebenda) war ein dominikanischer Sänger. 

## Leben und Wirken
Lavay debütierte 1960 dreizehnjährig in der Fernsehsendung La Hora del Moro, die von Rafael Solano geleitet wurde. Ab 1962 studierte er in New York an der High School of Comerse und nahm daneben Gesangsunterricht bei Gilberto Muñoz. Später setzte er seine Gesangsausbildung bei Ivonne Haza in Santo Domingo fort. 1966 trat er in Myrta Silvas Sendung Una Hora Contigo bei WNJ-TV, Canal 47, einem spanischsprachigen Sender im New Yorker Raum, auf.
Ab 1968 nahm er regelmäßig am Festival de la Canción Dominicana in Santo Domingo teil. Er kam jedes Mal unter die Finalisten und gewann beim fünften Festival 1972 mit dem Song Llegó el Invierno der Brüder Fernando und Ricardo Escovar den Ersten Preis. Seit Anfang der 1970er Jahre vertrat er die Dominikanische Republik erfolgreich bei internationalen Festivals in Frankreich, Spanien, Brasilien, Venezuela, Argentinien, Mexiko, Panama, Curazao und Puerto Rico. International trat er auch als Solosänger des von Josefina Miniño geleiteten Ballet Folklórico Nacional auf. Populär wurde er mit Titeln wie Marión, El motivo, Ya, La copia und Amor desolado. 
Lacay starb am 14. November 2016 im Hospital Darío Contreras in Santo Domingo.